# Mokhtar Amalou
Mokhtar Amalou (arabisk: مختارامالو, født 14. august 1971 i Algier) er en algerisk FIFA-dommer. Gift og har 2 børn, arbejder ved siden af som kommunikationschef i Algier. Han, har dømt siden 1992 og blev professionel (FIFA-dommer) 15 år senere.
Amalou blev valgt som dommer under kvalifikationen til U/17 Afrikamesterskabet i fodbold 2011, CAF Confederation Cup 2010 og CAF Champions League 2010. 
Han dømte også under finalen ved LG Cup 2011 i Marrakech.
Han skal dømme under CAF Championship 2012, og blev senere udvalgt til at dømme i finalen ved Algerian Cup 2011-12.